# Notre-Dame de Kazan

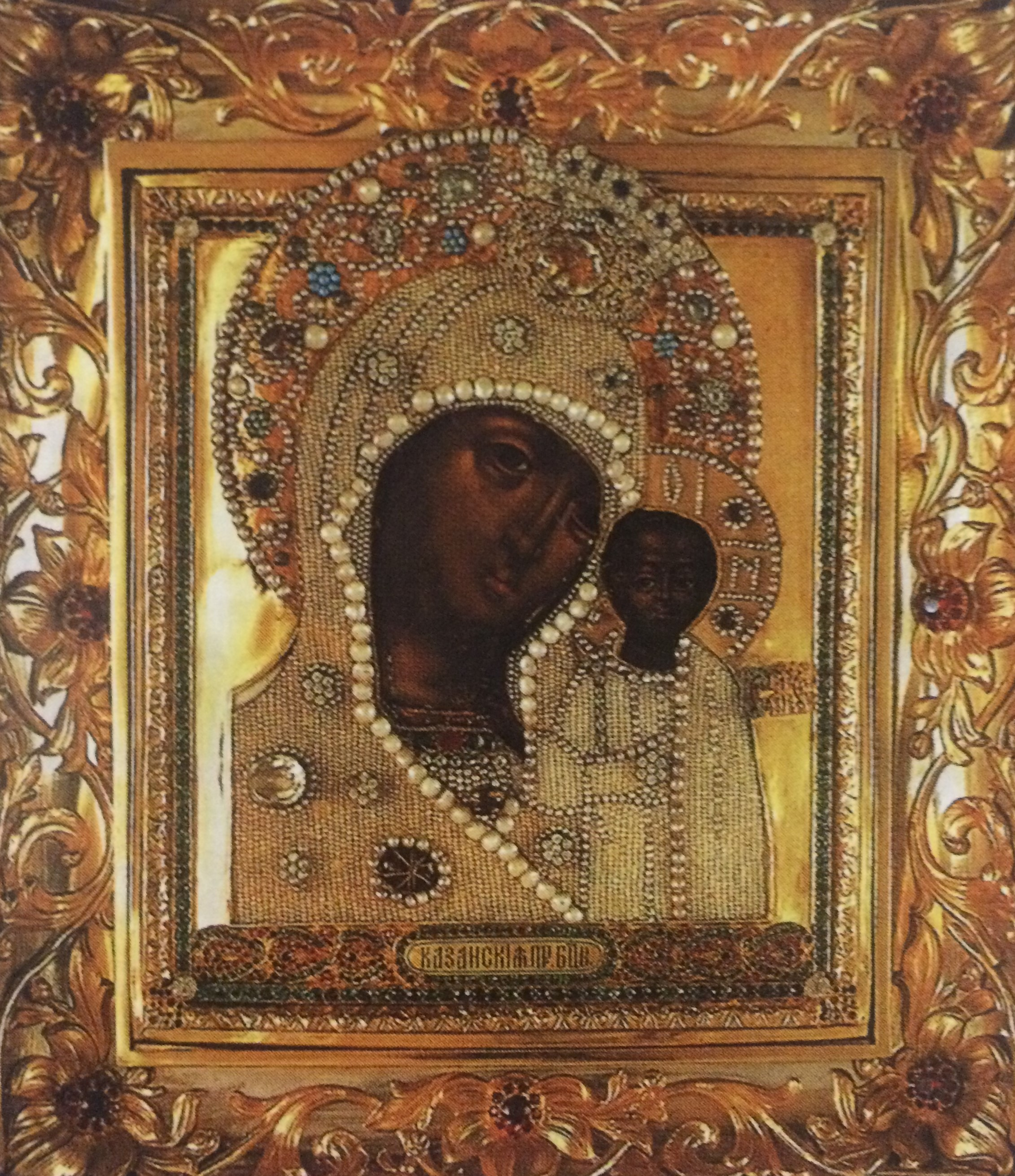
Icône de Notre-Dame de Kazan,, Cathédrale de la Théophanie

L'icône de Notre-Dame de Kazan (en russe : Казанская Богоматерь) est une icône particulièrement révérée par l'Église orthodoxe, spécialement par l'Église russe. Elle date de 1572. Elle est aussi vénérée par les catholiques, bien que sa fête soit exclusivement inscrite au calendrier liturgique orthodoxe. Deux grandes cathédrales lui sont vouées à Moscou et à Saint-Pétersbourg. Elle est fêtée le 21 juillet et le 4 novembre.

## Histoire

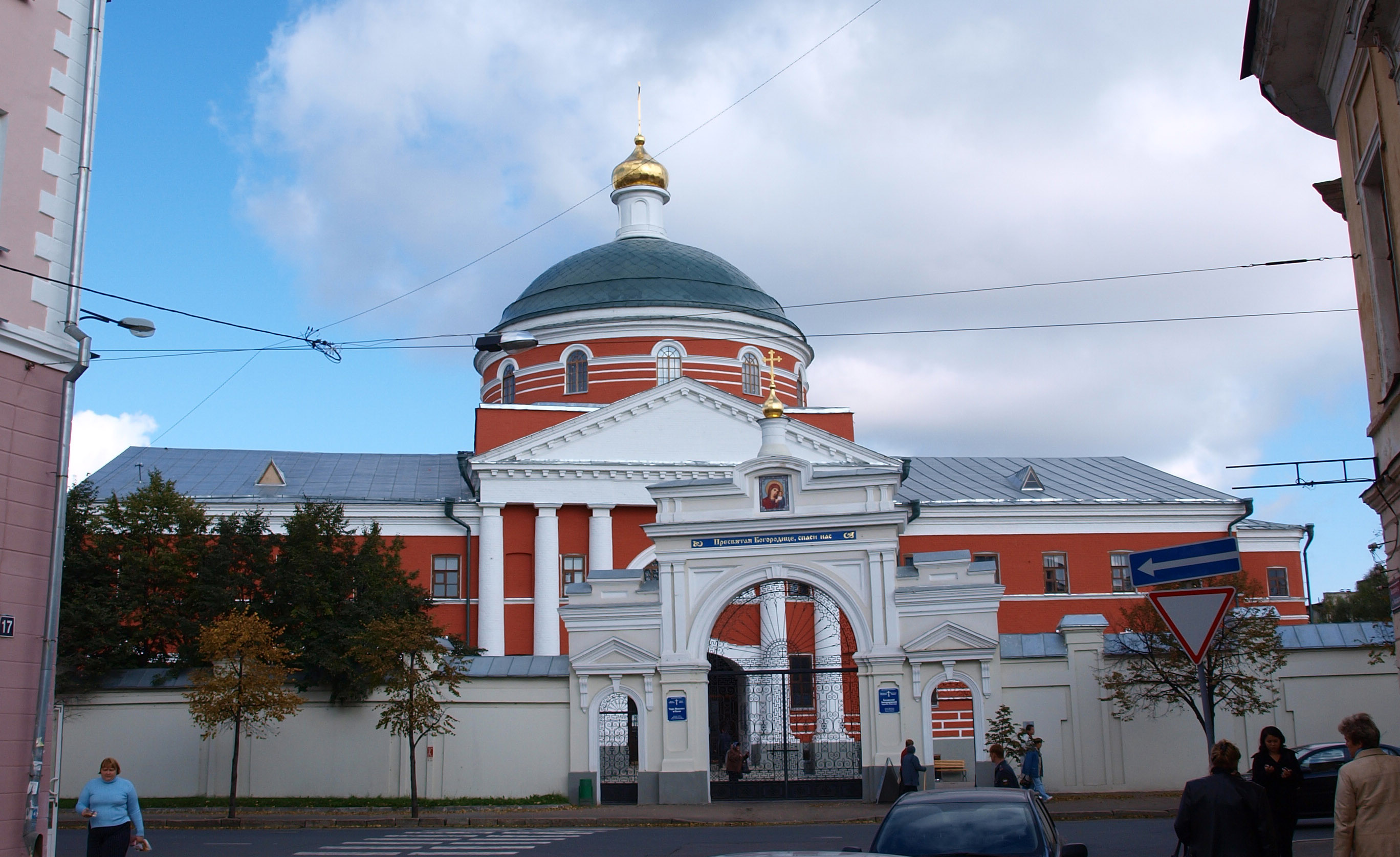
Monastère Notre-Dame de Kazan, où se trouvait l'icône originale

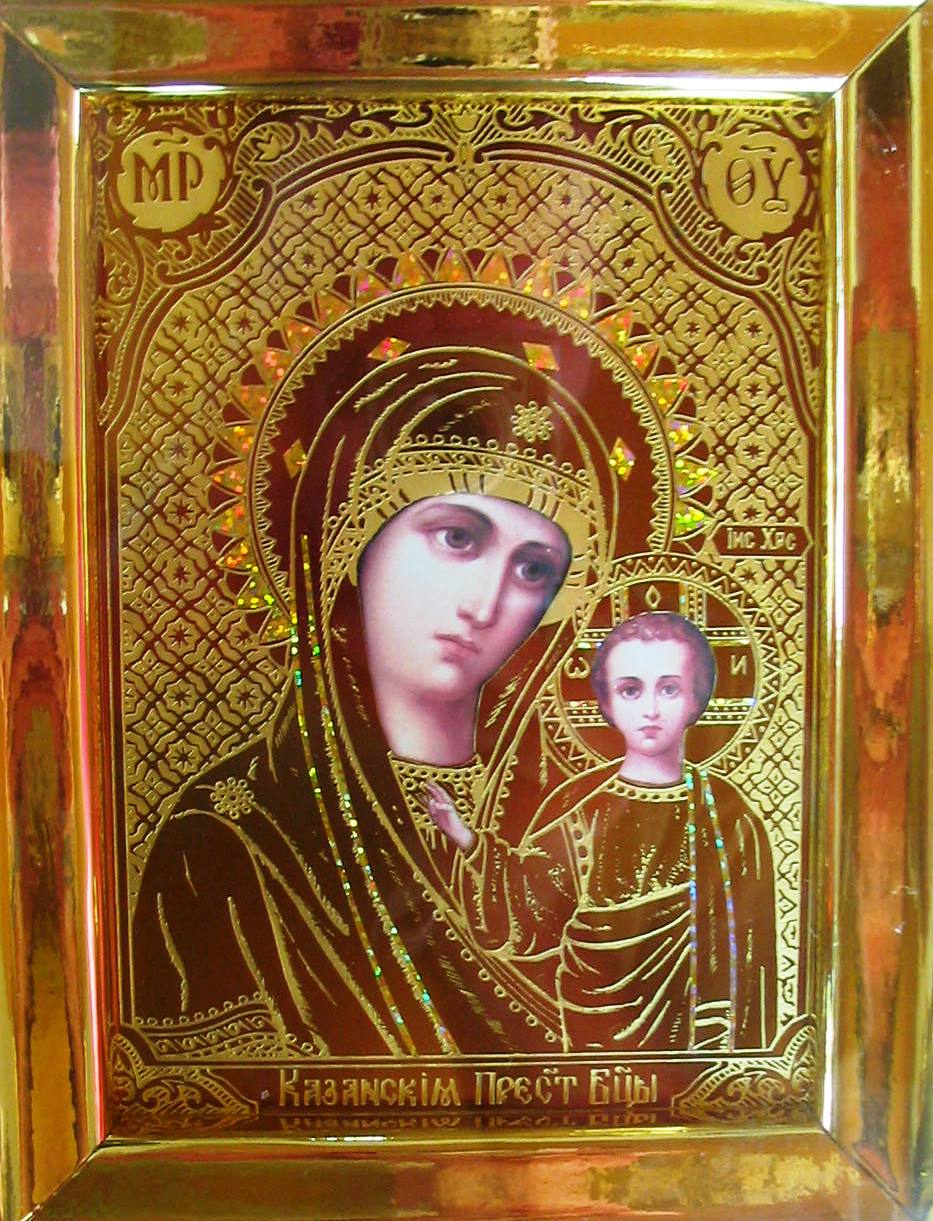
Icône moderne de Notre-Dame de Kazan

La jeune Matrona Onoutchina, fillette de Kazan, après l'incendie de la ville en 1579, voit en songe la Mère de Dieu qui lui indique où se trouve une icône la représentant qui avait été perdue.
Cette apparition mariale provoque la construction de nombreuses églises dans tout le pays et l'icône est gardée par le monastère Notre-Dame de Kazan, spécialement construit à Kazan, jusqu'en 1904. 
Cette icône est invoquée à de multiples reprises dans l'histoire russe, de Dimitri Pojarski au général Koutouzov, en particulier pour sauver la Russie de l'invasion étrangère.
L'icône est dérobée le 29 juin 1904 du monastère où elle se trouvait, les voleurs convoitant semble-t-il le revêtement d'or et les pierres précieuses qui la recouvraient. Beaucoup d'orthodoxes interprétèrent ce fait comme un signe avant-coureur de malheurs.
Plusieurs copies anciennes étaient révérées dans l'Empire russe et continuent à l'être aujourd'hui. L'une d'entre elles datant de 1730, sortie de Russie après la révolution de 1917, a été acquise par une association de fidèles de Notre-Dame de Fátima pour l'offrir à la basilique du même nom.
Elle a été offerte par Jean-Paul II au patriarcat de Moscou en 2004,. Elle se trouve aujourd'hui dans la cathédrale de l'Annonciation du kremlin de Kazan.